# Duck Dodgers Starring Daffy Duck
Duck Dodgers Starring Daffy Duck (también conocido simplemente como Duck Dodgers) es un videojuego de acción para la Nintendo 64 lanzado en 2000. Fuertemente inspirado en los dibujos animados, el jugador toma el control del Pato Lucas explorando cinco planetas de ficción y salvando la Tierra. El objetivo es recoger átomos energéticos para desbloquear las zonas de los jefes y poder derrotarlos, lo que abre el siguiente planeta. Este juego tiene soporte para Rumble Pak y permite al jugador para salvar el juego directamente en el cartucho, en lugar de utilizar el Controller Pak que usaban muchos otros títulos de third parties para guardar los datos de juego.

## Argumento
Marvin el marciano ha desarrollado un arma definitiva que le permitirá finalmente destruir la Tierra, lo que finalmente le permitirá tomar el control del universo. Tras la demostración del arma, un pequeño inconveniente impide que Marvin complete su acto tortuoso. El arma no tiene átomos, con lo que funciona, por lo que envía a sus secuaces (todos los cuales son personajes del universo "Looney Tunes") a recolectar átomos para alimentar su arma.
Duck Dodgers es informado por su academia de las hazañas de Marvin y se propone encontrar los cien átomos antes de que Marvin pueda hacerlo. Esto finalmente tiene a los Dodgers y su compañero, Cadet, viajando a cuatro planetas diferentes, incluido un gran barco pirata, para obtener la ventaja sobre Marvin.

## Recepción
IGN le dio a "Duck Dodgers Starring Daffy Duck" un buen 7,6 sobre 10 en general elogiando la presentación del juego, pero tuvo críticas con los gráficos borrosos y la jugabilidad debido a "un control superfácil y movimientos de cámara difíciles". Las críticas generales fueron variadas. GameRankings le dio una puntuación del 72,73%, while Metacritic le dio 69 sobre 100.